# Беседе о Земљиној прошлости
Беседе о Земљиној прошлости (кин: 地球往事; пин: Dìqiú Wǎngshì) је серијал научнофантастичних романа које је написао кинески књижевник Љу Цисин. Позната је и по имену Три тела, који се односи на први роман Проблем три тела (2006). Серијал описује откриће човечанства и припрему за инвазију ванземаљаца са планете Трисоларис.

## Књиге
| Наслов (српски)  | Наслов (кинески) | Година |
| ---------------- | ---------------- | ------ |
| Проблем три тела | 三体             | 2006.  |
| Мрачна шума      | 黑暗森林         | 2008.  |
| Крај смрти       | 死神永生         | 2010.  |